# 27515 Gunnels
27515 Gunnels este un asteroid din centura principală de asteroizi.

## Descriere
27515 Gunnels este un asteroid din centura principală de asteroizi. A fost descoperit pe 27 aprilie 2000 la Socorro, New Mexico, în cadrul proiectului LINEAR. Asteroidul prezintă o orbită caracterizată de o semiaxă mare de 2,46 ua, o excentricitate de 0,18 și o înclinație de 2,3° în raport cu ecliptica.